# Комодор Амига 500 плус
Commodore Amiga 500 Plus (Amiga 500 Plus) је био кућни рачунар фирме Комодор (Commodore) који је почео да се производи у Сједињеним Америчким Државама од 1991. године.
Користио је Motorola MC68000 као микропроцесор. RAM меморија рачунара је имала капацитет од 1 MB Chip RAM. 
Као оперативни систем кориштен је Workbench 2.04.

## Детаљни подаци
Детаљнији подаци о рачунару Amiga 500 Plus су дати у табели испод.
|                       |                                                                                     |
| [ 1 ]                 |                                                                                     |
| Произвођач            | Комодор                                                                             |
| Тип                   | кућни рачунар                                                                       |
| Меморија              | 1 Chip RAM                                                                          |
| Поријекло             | Сједињене Америчке Државе                                                           |
| Година                | 1991                                                                                |
| Тастатура             | уграђена тастатура, 96 тастера                                                      |
| Процесор              |                                                                                     |
| Фреквенција процесора | 7,09379 (PAL)                                                                       |
| RAM                   | 1 Chip RAM                                                                          |
| ROM                   | Kickstart 2.04: 512 KB                                                              |
| Текст                 |                                                                                     |
| Графика               | 320x256, 320x512, 640x256, 640x480, 640x512, 1280x200, 1280x256, 1280x400, 1280x512 |
| Боја                  | палета: 4096                                                                        |
| Звук                  | четвероканална 8-битна пулсно-кодна модулација, стерео излаз                        |
| Димензије             | непознато                                                                           |
| Портови               |                                                                                     |
| Оперативни систем     |                                                                                     |